# 苏埃拉斯
苏埃拉斯，是西班牙瓦伦西亚自治区卡斯特利翁省的一个市镇。总面积22平方公里，总人口575人（2001年），人口密度26人/平方公里。